# عباس‌آباد (سرخس)
عباس‌آباد، از روستاهای شهرستان سرخس بوده است و در فاصله ۵۰۰ متری شمال شهر سرخس و تقریباً چسبیده به این شهر قرارداشت. این روستا در بین روستای تپه میراحمد و شهر سرخس قرار داشت.  
ساکنین این روستا را مهاجرین روستاهای دورتر و همچنین شهرهای دیگر تشکیل می‌دادند. تعداد اندکی از ساکنین این روستا به کشاورزی و دامداری مشغول بودند. پس از انقلاب اسلامی، به دلیل نزدیکی روستا به شهر با شهر ادغام گردید و یکی از محله‌های شهر سرخس می‌باشد.
پس از انقلاب، کارخانه رب چین چین در این محله به بهره‌برداری رسید و عباس‌آباد به منطقه صنعتی تبدیل گردید. و اکنون به دلیل شهر شدن عباس‌آباد محلی مناسب برای سرمایه‌گذاری و ساخت دانشگاه و کارخانه جات می‌باشد. به دلیل مهاجرت بی‌رویه به عباس‌آباد، فضای بین عباس‌آباد و روستای تپه میر احمد ساخته شده و روستای تپه میراحمد عملاً به شهر سرخس نزدیک شده است. و رفته رفته ادارات دولتی نیز در این محله احداث می‌شود. همچنین یکی از آثار تاریخی این محله، مقبره شیخ لقمان سرخسی است که می‌تواند با برنامه‌ریزی و کار و ساخت مجموعه اقامتی، محله عباس‌آباد به یک قطب گردشگری تبدیل شود.